# نصف شمس صفراء
نصف شمس صفراء هي رواية للكاتبة النيجيرية شيماماندا نغوزي أديشي. صدرت الرواية عام 2006 عن إحدى دور نشر شركة هاربر كولنز في لندن، وتحكي الرواية قصة حرب بيافران، تلقت إشادة من النقاد وفازت بجائزة المرأة للرواية عام 2007. وفي عام 2013، حولت إلى فيلم يحمل نفس الاسم.

## الحبكة

علم بيافرا، في المنتصف يمكن رؤية نصف الشمس الصفراء التي يشير إليها العنوان.

تدور أحداث الرواية في نيجيريا قبل وأثناء الحرب الأهلية النيجيرية (1967–70). يظهر تأثير الحرب من خلال العلاقات بين حياة خمسة أشخاص، من بينهم الابنتان التوأمان لرجل أعمال مؤثر، وأستاذ جامعي، ومغترب بريطاني، وصبي منزل نيجيري. بعد إعلان بيافرا انفصالها، تتغير حياة الشخصيات الرئيسية بشكل جذري وتمزقها وحشية الحرب الأهلية والقرارات في حياتهم الشخصية.
يتنقل الكتاب بين الأحداث التي وقعت خلال أوائل وأواخر الستينيات، عندما قامت الحرب، ويمتد حتى نهاية الحرب. أما الشخصيات الرئيسية فهي: أوغوو، صبي قروي يبلغ من العمر 13 عامًا ينتقل للعيش مع أودينيغبو، للعمل خادماً في منزله. كثيرًا ما يستضيف أودينيغبو المثقفين لمناقشة الاضطرابات السياسية في نيجيريا. تتغير حياة أوغوو عندما تنتقل صديقة أودينيغبو، أولانا، للعيش معهم. يشكل أوغوو علاقة قوية مع كليهما، وهو فتى منزل مخلص للغاية. أولانا لديها أخت توأم، كاينين، وهي امرأة تتمتع بروح الدعابة الجافة، وقد سئمت من الشركة المتفاخرة التي تديرها لصالح والدها. عشيقها ريتشارد كاتب إنجليزي يذهب إلى نيجيريا لاستكشاف فن الإيغبو-أوكوو.
بعد مرور أربع سنوات، بدأت المشاكل بين شعب الإيغبو والهوسا، ويموت مئات الأشخاص في مذابح، بما في ذلك عمة أولانا المحبوبة وعمه. عندها ينشئ الإيغبو جمهورية جديدة تسمى بيافرا. ونتيجة لهذا الصراع، يُجبر أولانا وأودينيغبو وابنتهما الصغيرة، التي يشيرون إليها فقط بـ "الطفلة"، وأوغوو على الفرار من نسوكا، وهي المدينة الجامعية والمركز الفكري الرئيسي للجمهورية الجديدة. وينتهي بهم الأمر أخيرًا في بلدة أومواهيا للاجئين، حيث يعانون ويكافحون بسبب نقص الغذاء والغارات الجوية المستمرة. هناك أيضًا تلميحات وإشارات إلى الصراع بين أولانا وكاينين، وريتشارد وكاينين، وبين أولانا وأودينيغبو.

## الشخصيات
1. أوغوو – تبدأ الرواية وتنتهي بأوغوو. إنه فتى قروي من أوبي والذي أصبح فيما بعد خادمًا في منزل أودينيغبو.[7]
2. أودينيغبو – بدأ أودينيغبو الرواية أستاذاً للرياضيات في جامعة نسوكا. أدت آرائه القوية إلى وصف بعض الشخصيات له بأنه "ثوري". إنه يفضل الاشتراكية والقبلية على الرأسمالية والوحدة الأفريقية أو القومية. بعد أن أجبرته الحرب على إخلاء منصبه في جامعة نسوكا، أصبح أودينيغبو نشطًا في قضية الحرب تحت إدارة القوى العاملة. تهيمن على حياته الشخصية علاقته ثم زواجه لاحقًا من أولانا. هو والد الطفل، على الرغم من أن أمالا، وليس أولانا، هي الأم البيولوجية للطفل.
3. أولانا – أولانا هي واحدة من ثلاث شخصيات تسرد في الرواية. هي ابنة الرئيس أوزوبيا وتوأم كاينين. نشأت أولانا في نيجيريا، ثم التحقت بالجامعة في المملكة المتحدة. توصف بأنها "جميلة بشكل غير منطقي"، وغالبًا ما يحدد مظهرها كيفية معاملة الآخرين لها. على سبيل المثال، يحاول والداها عرض ممارسة الجنس معها كرشوة للمساعدة في تأمين الصفقات التجارية. ومحمد هو صديقها السابق وأودينيغبو هو زوجها وهي الأم بالتبني للطفل. من الناحية المهنية، كانت أستاذة علم الاجتماع في جامعة نسوكا قبل بدء الحرب. عملت لاحقًا كمعلمة في مدرسة في أومواهيا وأخيراً ساعدت أختها في رعاية اللاجئين في أورلو.
4. كاينين - يبدو أن كاينين، توأم أولانا، مختلفة تمامًا عن أولانا. مرأة قوية، مستقلة، باردة، تعيش كاينين في بورت هاركورت، حيث تدير أعمال والدها. في بداية الحرب كانت من المستفيدين من الحرب. ومع ذلك، بعد أن شهدت قسوة الحرب، تغيرت شخصيتها تمامًا وبدلاً من إدارة أعمال والدها، قامت بإدارة مخيم للاجئين. تظل شجاعة وتقرر في النهاية التجارة مع العدو، مما يعرض حياتها للخطر.
5. ريتشارد تشرشل - ريتشارد كاتب إنجليزي يأتي إلى نيجيريا لاستكشاف فن الإيغبو-أوكوو. في البداية كان يتواصل مع مغتربين آخرين، وخاصة سوزان التي أصبحت صديقته. ومع ذلك، بمجرد أن يلتقي بكاينين في إحدى الحفلات التي تجره سوزان إليها، يصبح مفتونًا بها. ينتقل ريتشارد إلى نسوكا حيث يقوم بالتدريس في جامعة نسوكا ويحاول تأليف كتاب عن فن الإيغبو-أوكوو.[8]
6. عمة أوغوو تعمل عاملة تنظيف في جامعة نسوكا.
7. أنوليكا - هي أخت أوغوو، والتي كانت تستعد للزواج قبل الحرب، لكن مأساة الحرب تغير خططها.
8. نيسيناتشي – أول حب لأوغوو من قريته أوبي. يتواصل "أوغوو" و"نيسيناتشي" مجددًا بعد الحرب.
9. والدة أوغوو - والدة أوغوو تعاني من المرض في قرية أوبي، موطن أوغوو. وتسعى للحصول على العلاج في نسوكا بمساعدة أودينيغبو.
10. الآنسة أديبايو - أستاذة لغة اليوروبا في جامعة نسوكا.
11. دكتور باتيل – أستاذ هندي بجامعة نسوكا، وهو صديق لأودينيغبو وأولانا.
12. البروفيسور ليمان – أستاذ أمريكي في جامعة نسوكا. غالبًا ما تنتقد آراءه من قبل أودينيغبو.
13. البروفيسور إزيكا - أستاذ في جامعة نسوكا والذي أصبح فيما بعد مديرًا للعتاد في جيش بيافران.
14. أوكيوما - صديق أولانا وأودينيغبو في نسوكا. وهو شاعر مشهور، كما أطلق عليه أحد النقاد، "صوت جيلنا". يستشهد بأولانا كمصدر إلهام له. والذي أصبح فيما بعد ضابطًا في جيش بيافران وتوقف عن كتابة القصائد.
15. إدنا - جارة أولانا في نسوكا. وهي امرأة أمريكية من أصل أفريقي لها آراء قوية حول الظلم العنصري والجنساني.
16. جومو - يعمل جومو كبستاني في كل من منزل ريتشارد ومنزل أودينيغبو في نسوكا.
17. هاريسون - فتى منزل ريتشارد.
18. ماما (والدة أودينيغبو) - امرأة قروية من أبا.
19. أمالا - فتاة قروية تعمل لدى ماما، والدة أودينيغبو.
20. الرئيس أوكونجي - صديق والدي أولانا وكاينيني.
21. الرئيس أوزوبيا - رجل أعمال بارز في لاغوس وأب أولانا وكاينين.
22. والدة أولانا وكاينيني - زوجة الرئيس أوزوبيا وأم أولانا وكاينيني.
23. العم مبيزي – عم أولانا، وهو شقيق والدة أولانا.
24. العمة إيفيكا – زوجة العم مبيزي.
25. أريزي - ابنة عم أولانا، وهي ابنة العم مبيزي والعمة إيفيكا.
26. محمد - صديق أولانا السابق.
27. الطفلة - ابنة أولانا وأودينيغبو.
28. سوزان جرينفيل بيتس – صديقة ريتشارد.
29. الرائد مادو - صديق كاينين، يخدم الرائد مادو في الجيش النيجيري أولاً ثم في جيش بيافران لاحقًا.
30. يوليوس – مقاول في الجيش.
31. إيكوينوغو - عضو المجموعة العلمية في جيش بيافران.
32. السيدة مووكيلو - مدرس مشارك مع أولانا في أومواهيا.
33. أوكورومادو - أحد معارف أولانا القدامى، يساعدها أوكورومادو في الحصول على إمدادات الطوارئ للطفل في أومواهيا.
34. أليس - جارة أودينيغبو وأولانا في مكان إقامتهما الثاني في أومواهيا.
35. الأب مارسيل - يساعد في تنسيق إغاثة اللاجئين مع كاينين في أورلو.

## الفهرس
- Chimamanda Ngozi Adichie (29 أكتوبر 2010). Half of a Yellow Sun. Knopf Canada. ISBN:978-0-307-37354-0. مؤرشف من الأصل في 2023-10-05.